# Ronde van Spanje 2020/Tiende etappe
De tiende etappe van de Ronde van Spanje 2020 werd verreden op 30 oktober tussen Castro Urdiales en Suances. 
| Castro Urdiales – Suances (187,4 km) |                     |                        |          |
| Plaats                               | Naam                | Ploeg                  | Tijd     |
| 1                                    | Primož Roglič       | Team Jumbo-Visma       | 4u14'11" |
| 2                                    | Felix Großschartner | BORA-hansgrohe         | z.t.     |
| 3                                    | Andrea Bagioli      | Deceuninck–Quick-Step  | z.t.     |
| 4                                    | Alex Aranburu       | Astana Pro Team        | z.t.     |
| 5                                    | Robert Stannard     | Mitchelton-Scott       | z.t.     |
| 6                                    | Julien Simon        | Total Direct Energie   | z.t.     |
| 7                                    | Daniel Martin       | Israel Start-Up Nation | z.t.     |
| 8                                    | Guillaume Martin    | Cofidis                | z.t.     |
| 9                                    | Jasper Philipsen    | UAE Team Emirates      | + 3"     |
| 10                                   | Magnus Cort         | EF Education First     | z.t.     |
|                                      |                     |                        |          |
| 12                                   | Wout Poels          | Bahrain McLaren        | z.t.     |

| Algemeen klassement |                     |                        |           |
| Plaats              | Naam                | Ploeg                  | Tijd      |
| Rode trui           | Primož Roglič       | Team Jumbo-Visma       | 40u25'15" |
| 2                   | Richard Carapaz     | Team INEOS Grenadiers  | z.t.      |
| 3                   | Daniel Martin       | Israel Start-Up Nation | + 25"     |
| 4                   | Hugh Carthy         | EF Education First     | + 51"     |
| 5                   | Enric Mas           | Movistar Team          | + 1'54"   |
| 6                   | Felix Großschartner | BORA-hansgrohe         | + 3'19"   |
| 7                   | Esteban Chaves      | Mitchelton-Scott       | + 3'28"   |
| 8                   | Alejandro Valverde  | Movistar Team          | + 3'35"   |
| 9                   | Wout Poels          | Bahrain McLaren        | + 3'47"   |
| 10                  | Marc Soler          | Movistar Team          | + 3'52"   |
|                     |                     |                        |           |
| 23                  | Kobe Goossens       | Lotto Soudal           | + 19'11"  |

1e etappe ·
2e etappe ·
3e etappe ·
4e etappe ·
5e etappe ·
6e etappe ·
7e etappe ·
8e etappe ·
9e etappe ·
10e etappe ·
11e etappe ·
12e etappe ·
13e etappe ·
14e etappe ·
15e etappe ·
16e etappe ·
17e etappe ·
18e etappe
Startlijst · Eindstanden · Afbeeldingen